# The Crimson Wing: Mystery of the Flamingos
The Crimson Wing: Mystery of the Flamingos (рус. Пурпурные крылья: Тайна фламинго) — саундтрек группы The Cinematic Orchestra к документальному фильму о жизни фламинго, записанный с Лондонским городским оркестром (англ. London Metropolitan Orchestra) и выпущенный 8 декабря 2008 года.

## Список композиций
1. «Opening Titles» — 2:52
2. «Arrival Of The Birds» — 2:37
3. «The Dance» — 3:19
4. «Soda» — 3:10
5. «Hatching» — 5:10
6. «Maribou» — 3:55
7. «Exodus» — 7:15
8. «Transformation» — 5:14
9. «Hyena» — 1:48
10. «Life Of The Bird» — 3:32
11. «First Light» — 4:04
12. «Crimson Skies» — 3:23